# Laza Kostić
Laza Kostić, pseudonimo di Lazar Kostić (Kovilj, 12 febbraio 1841 – Vienna, 9 dicembre 1910), è stato uno scrittore, poeta e politico serbo, uno dei rappresentanti più significativi del Romanticismo serbo.

## Biografia

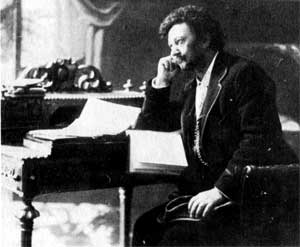
Laza Kostić

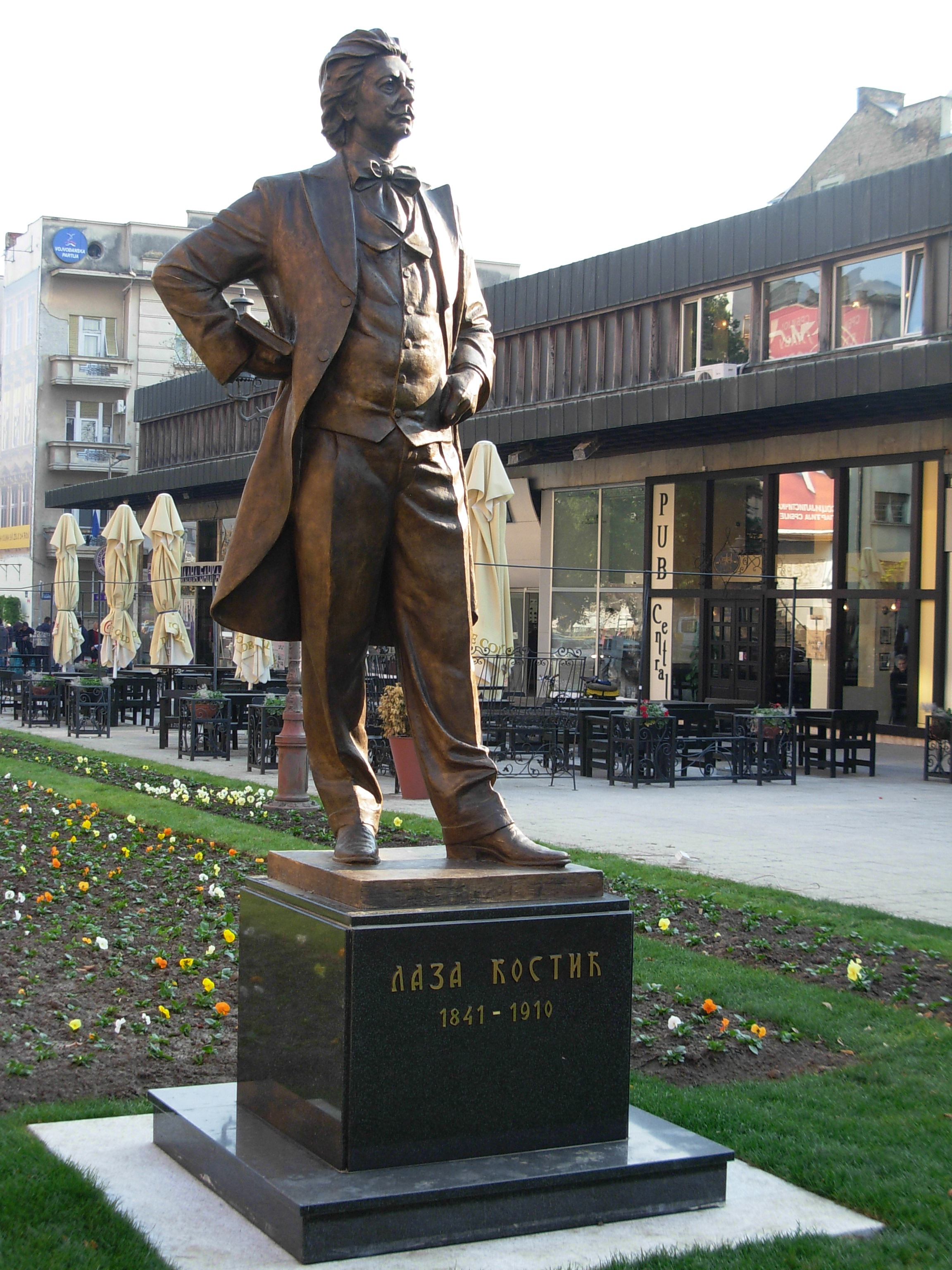
Monumento dedicato a Laza Kostić, Novi Sad

Figlio di Petar, un ufficiale di polizia di frontiera e di Hristina, proveniente da una famiglia di commercianti, Kostić frequentò la scuola elementare nella sua città natale, e si trasferì dai suoi parenti a Đurđevo, dopo la morte di sua madre.
I suoi studi proseguirono nel ginnasio a Novi Sad, Pančevo e Budim.
Nel 1864 si laureò alla facoltà di giurisprudenza, e due anni dopo ottenne il dottorato di ricerca presso l'Università Lorand Etvoš di Pest.
Subito dopo la laurea, Kostić incominciò ad insegnare al ginnasio di Novi Sad, fondando contemporaneamente il movimento politico Ujedinjena omladina srpska ("Unione della gioventù serba"), attivo fino al 1871.
Ha poi lavorato come avvocato, notaio e come presidente della corte.
Dopo di che, iniziò a dedicarsi alla letteratura, al giornalismo e alla politica, anche se nel 1869 fu accusato di aver partecipato all'assassinio del principe Mihailo Obrenović III di Serbia, e quindi fu arrestato.
Nel 1873 fu eletto deputato nel Parlamento ungherese, cinque anni dopo partecipò al Congresso di Berlino, e nel 1880 assunse la carica di segretario della missione serba a San Pietroburgo.
Nel 1881 incominciò a collaborare con il giornale Srpska Nezavisnost e dal 1909 fu membro dell'Accademia Reale Serba.
Nel 1895 si sposò con la ricca ereditiera Julijanu Palanačk e si trasferì a Sombor, anche se amò per gran parte della sua vita Lenka Dunđerski, la sua musa ispiratrice.
Laza Kostić morì nel 1910 a Vienna e fu sepolto nel cimitero grande ortodosso di Sombor.

## Stile, pensiero e poetica

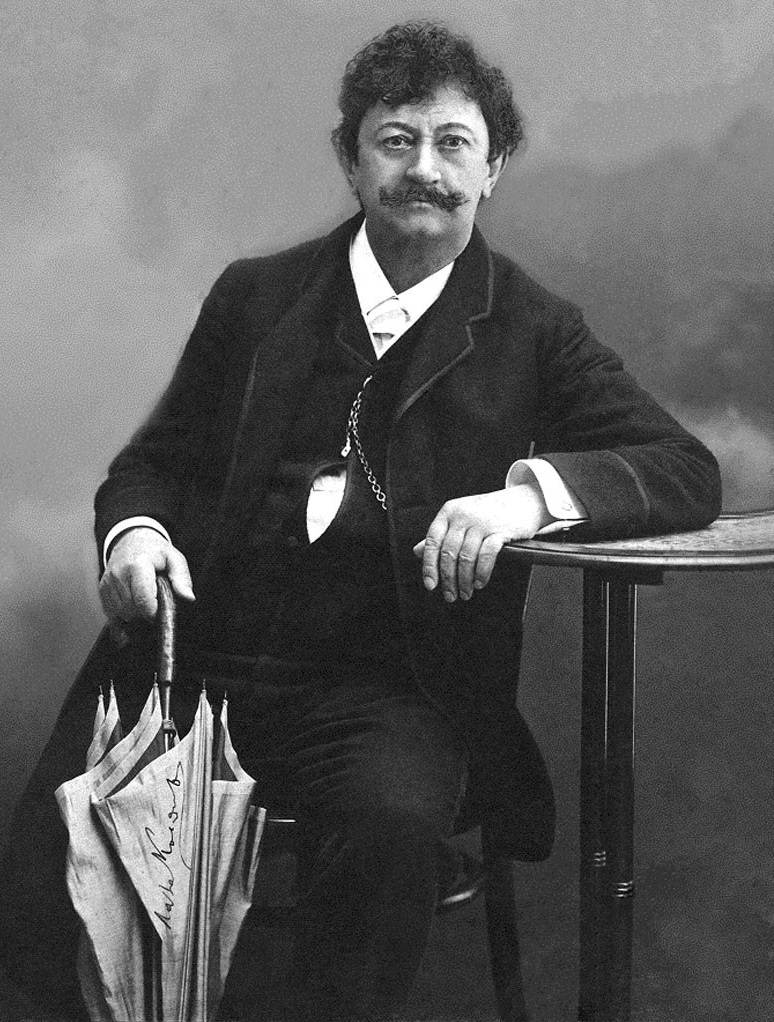
Laza Kostić

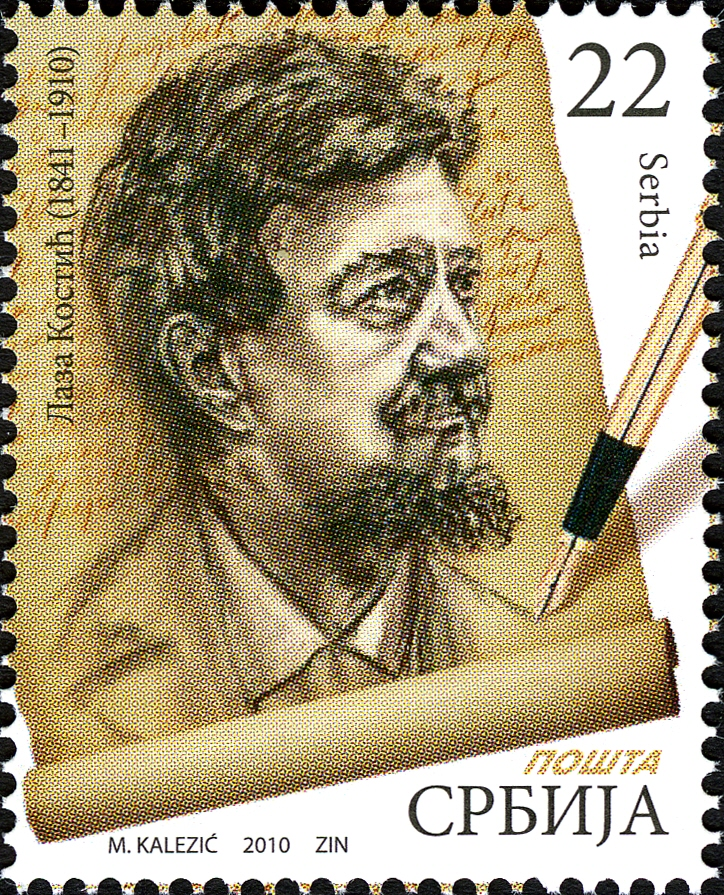
Laza Kostić su un francobollo serbo del 2010

Nel corso della sua carriera, impreziosì il suo stile con elementi popolari e modernisti, passando da intonazioni patriottiche a riflessioni più elaborate. Spirito inquieto, Kostić fu un innovatore della letteratura per le sue immagini poetiche originali, per i nuovi mezzi espressivi e le sue metafore, intrisi di umorismo, ironia e spiritualità.
Complessivamente scrisse centocinquanta opere, tra le quali: la tragedia Maksim Crnojević (1866), basata su un famoso episodio storico elaborato dalla poesia popolare; la tragedia Pero Segedinac ("Pero di Seghedino", 1882), incentrata sul capitano serbo di Seghedino, nella quale Kostić criticò il comportamento dell'Impero austro-ungarico in Voivodina; il dramma Uskokova ljuba ("L'amata dell'Uscocco", 1890), tratto da un tema popolare; il saggio d'estetica Osnova lepote u svetu s osobenim obzirom na srpske narodne pesme ("Le basi della bellezza nel mondo con un particolare riguardo alle canzoni popolari serbe", 1880); il trattato filosofico Osnovno načelo, Kritički uvod u opštu filosofiju ("Principio di base, una introduzione critica alla filosofia generale", 1884).
Kostić fu un poliglotta, dato che parlava in latino, greco, inglese, tedesco, francese, italiano, russo e ungherese, e si distinse anche nella traduzione di molte opere, tra le quali quelle di William Shakespeare e di Omero.
Scrisse poesie d'amore, patriottiche, inni, necrologi, poesie satiriche e ballate, tra le quali menzoniamo: Među javom i med snom ("Tra il pubblico e durante il sogno", 1863) e Santa Maria della Salute (1909), una delle più belle pagine letterarie serbe, raccolte nelle Pesme I ("Poesie I", 1873), nelle Pesme II ("Poesie II", 1874) e infine nelle Pesme ("Poesie", 1909).
Come poliglotta, esperto di giurisprudenza e della sua lingua, Kostic si dimostrò una personalità importante per la formazione della nuova terminologia giuridica, e contribuì, assieme agli intellettuali balcanici, alla omogeneizzazione linguistica della popolazione slava, superando le contraddizioni storiche, politiche, culturali, religiose interne.

## Opere principali
- Maksim Crnojević, tragedia (1866);
- Pero Segedinac, tragedia (1882);
- Gordana, dramma (1890);

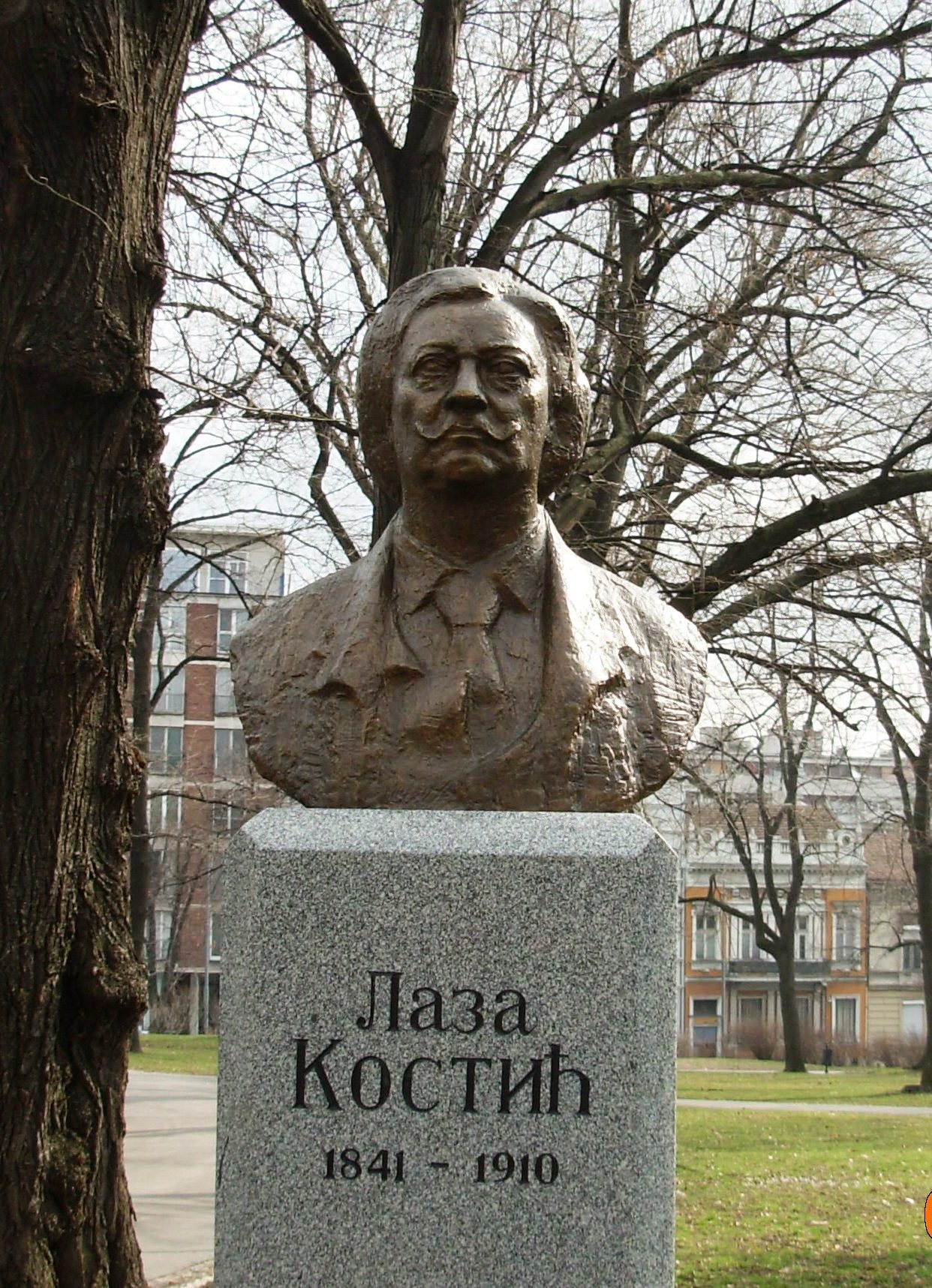
Busto dedicato a Laza Kostić, nel parco di Kalemegdan, Belgrado

- Osnova lepote u svetu s osobenim obzirom na srpske narodne pesme, (1880);
- Osnovno načelo, Kritički uvod u opštu filosofiju, (1884);
- O Jovanu Jovanoviću Zmaju (Zmajovi), njegovom pevanju, mišljenju i pisanju, i njegovom dobu, (1902);
- Među javom i med snom, poesia (1863);
- Santa Maria della Salute, poesia (1909);
- Čedo vilino, racconto;
- Maharadža, racconto;
- Mučenica, racconto.